# Bajxulum
Bajxulum är en ort i Mexiko.   Den ligger i kommunen Chenalhó och delstaten Chiapas, i den sydöstra delen av landet, 700 km öster om huvudstaden Mexico City. Bajxulum ligger 2 154 meter över havet och antalet invånare är 237.
Terrängen runt Bajxulum är kuperad österut, men västerut är den bergig. Runt Bajxulum är det ganska tätbefolkat, med 134 invånare per kvadratkilometer. Närmaste större samhälle är San Cristóbal de las Casas, 19,0 km söder om Bajxulum. Omgivningarna runt Bajxulum är en mosaik av jordbruksmark och naturlig växtlighet.